# ケラトプス
ケラトプス（Ceratops）は、北米の白亜紀後期カンパニアンの地層より発見された断片的な角竜の化石に基づき命名された属名である。ケラトプス類の中ではモノクロニウスと共に最初期に発見されたものの一つであるため、その分類には混乱が多い。1906年にリチャード・スワン・ルルによりケラトプス属の一種、ケラトプス・ベリがカスモサウルスとして独立させられた経緯はあるが、ケラトプスは2017年現在でも書類上は有効名である。これまでにカスモサウルス以外にもメデューサケラトプスやスピクリペウス、セントロサウルス、アヴァケラトプスなどがケラトプス、あるいはその一種ないし単一の標本と同一ではないかと議論されてきた。

## 概説

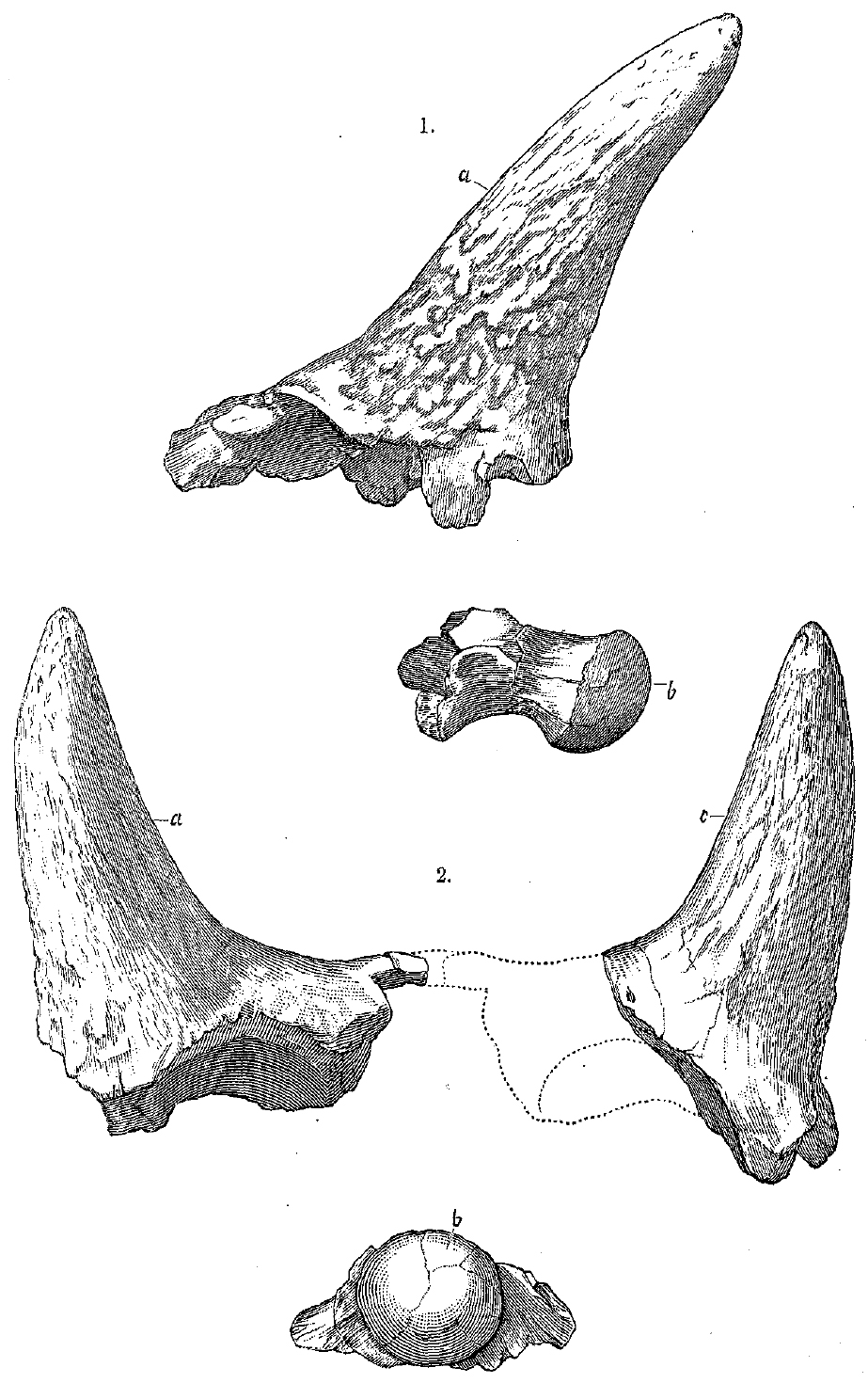
マーシュによる模式標本の図

ケラトプスの最初の標本は後頭顆と角芯で、1888年の終わりにジョン・ベル・ハッチャーによって、モンタナ州ブレイン群カウクリーク近郊にあるジュディスリバー累層最上部で発見された。標本は同年、マーシュによって新属新種の剣竜類ケラトプス・モンタヌスとして記載された。なにしろ角竜類の科学的発見第一号であったので、まだ角竜類は世に知られておらず、マーシュはそれについて｢非常に奇妙な外観を表している｣と記述した。この際、目の上の角は前後が逆向きに復元された。 
ホロタイプ USNM 2411 はカンパニアン期の地層から見つかった。後頭顆とは別に、約22cmの長さの2つの上眼窩角もホロタイプに含まれている。その内、右のものは前頭骨の一部を伴っていた。マーシュはその後、２つの鱗状骨の標本、USNM 4802とUSNM 2415を記載した。しかし、これらは現在セントロサウルスあるいはアヴァケラトプスであると言われている。 
1906年、リチャード・スワン・ルルは、ケラトプスという学名は既に1815年にコンスタンティン・ラフィネスクにより鳥類の一つに使用されていると指摘した。しかし実際にはそれは無効名であり、本来は使用可能だったのだが、ルルはそれにも関わらず暫定的にプロケラトプス Proceratops （プロトケラトプスではない）という代替名を提案した。 こうしてプロケラトプスが意味も無くケラトプスの シノニムとなった。
すでに20世紀初頭には、新たな発見により、ケラトプスの限られた標本を他の関連する形態と区別することが如実に困難になっていた。今日ケラトプスは無効名ではないにしろ、疑問名と考えられている。
しかし、ケラトプスのホロタイプとの検証可能な関係を持つ可能性のある新規の標本の発見があれば参照され、時折名称の有効性に関する主張がなされる。
1995年、トレクスラーとスウィーニーはモンタナ州で発見されたボーンベッドに保存されていた頭骨化石が USNM 2411 と同じ形質をもつとしてケラトプスの新模式標本として再記載可能であると主張した。その場所はマンスフィールド・ボーンベッドとして知られ、オリジナルのケラトプスを産出した地層と層序的にも同じ年代である。それは最初にスパイク状のホーンレットからスティラコサウルスであると思われていたが、後に同ボーンベッドから発見された上眼窩角の存在から再考察され、ケラトプスである可能性が示唆されたのである。
しかしそのケラトプス類は後にアルベルタケラトプス・ネスモイとして新種記載されることになり、更にその後、メデューサケラトプス・ロキーとして改めて新種記載された。
1999年、ポール・ペンカルスキとピーター・ドッドソンは疑問名として扱われるべきであると主張した。なぜならケラトプスはアヴァケラトプスと限りなく近縁で、恐らくはその成体であると思われるのだが、それを証明するにしては標本のもつ情報があまりにも貧弱であり、十分な資料がないためである。
1889年に、マーシュはケラトプス第二の種、ケラトプス・ホリドゥス Ceratops horridus を記載した。  これは間もなくトリケラトプス・ホリドゥスとして記載しなおされることになった。これによりC. ホリドゥスはトリケラトプスの模式種となった。その記載論文中でマーシュ自身が1887年にバイソンの絶滅種として記載していたビソン・アルティコルニス Bison alticornis （当初、ケラトプス類特有の上眼窩角が巨大なバイソンの角であると誤解した）がケラトプス・アルティコルニス  Ceratops alticornis として再記載された。
1890年、マーシュはハドロサウルス・パウキデンス Hadrosaurus paucidens もケラトプス・パウキデンス Ceratops paukidens に変更した。しかしハッチャーによってハドロサウルス類として分類された原記載の標本は恐らくハドロサウルス類で正しい。
1905年、ハッチャーが3種のモノクロニウスを改名し、ケラトプスの種として再記載した。M.レクルヴィコルニス M. recurvicornis 、M. ベリ Monoclonius belli 、M.カナデンシス Monoclonius canadensis をそれぞれ C.レクルヴィコルニス、C.ベリ、C.カナデンシスとしたのである。
C. ベリは20年後の1925年にウィリアム・グレゴリーによって新属カスモサウルスを与えられる。グレゴリーは、ケラトプスとされる恐竜は全てカスモサウルスと同じであると考えた。 しかしその考えは現在ほとんどの研究者に否定されている。
2005年、モンタナ州ファーガスカントリーのジュディスリバー累層で非常に保存状態の良いケラトプス類の頭骨と後頭骨が発見された。｢ジュディス｣という愛称をつけられたその標本は、 予備調査の段階で C.モンタヌスに近いことが指摘された。ロケーション的にはC.モンタヌスが見つかった場所と数キロメートルしか離れておらず、層序的にも近い、もしくはわずかに上層である。
2016年、新種がスピクリペウス Spiclypeus と命名された。記載者はケラトプスがスピクリペウスと同一、もしくはアルベルタケラトプスの成長途中の個体であるとし、疑問名であると改めて指摘した。
疑問名となった後も、ケラトプス科とケラトプス亜科（カスモサウルス亜科）の2つの分類群でその名が使用され続けている。